# 간호고등학교
간호고등학교는 간호사나 간호조무사를 양성하는 고등학교이다. 대한민국의 특성화 고등학교 중에 간호과 위주로 개설된 고등학교를 일컫는 말이다. 대한민국에서 간호고등학교를 졸업하면 간호조무사 자격 시험에 응시할 수 있으며, 추후 간호대학에 진학하여 간호사가 되는 학생도 많이 있다.